# Grêmio Esportivo Glória
Il Grêmio Esportivo Glória, noto anche semplicemente come Glória, è una società calcistica brasiliana con sede nella città di Vacaria, nello stato del Rio Grande do Sul.

## Storia
Il club è stato fondato il 15 novembre 1956. Ha vinto il Campeonato Gaúcho Divisão de Acesso nel 1988.

## Palmarès

### Competizioni statali
- Campeonato Gaúcho Divisão de Acesso: 2

1988, 2015
- Copa FGF: 1

2021